# 엄마 안녕
"엄마 안녕"은 1971년에 개봉된 대한민국의 영화이다.

## 배역
- 윤정희
- 최무룡
- 강인봉
- 김석훈
- 여수진
- 소라성
- 박기택
- 박인상
- 김웅
- 조덕성
- 이영호
- 김성남
- 조용수
- 김애라
- 양춘